# Cyanomitra verticalis
Cyanomitra verticalis е вид птица от семейство Nectariniidae.